# حسین مجلی
حسین مجلی (عربی: حسين مجلي؛ زاده: ۱۹۳۷ – درگذشته: ۱۲ اکتبر ۲۰۱۴ (۷۷ سال)) با اسم کامل: حسین محمد مجلی الرواشده، سیاست‌مدار اهل اردن بود. در شهر الکته در استان جرش در اردن به دنیا آمد.

## مناصب
- حسین مجلی وزیر سابق دادگستری و ریس سندیکای وکلا در اردن؛ برای بیش از یک دور بوده‌است؛
- سال ۱۹۸۹ نماینده استان جرش در مجلس نمایندگان بود.
- او عضو سابق شورای دانشکده حقوق در دانشگاه اردن و استاد سابق در دانشکده حقوق در دانشگاه اردن بود.
- او عضو سابق؛ دفتر اتحادیه وکلای عرب؛ به مدت ۱۲سال بود.
- او اولین وکیل اردنی در سندیکای وکلای بین‌المللی بود.
- او عضو شورای بنیاد قضایی بود.
- او در سال ۱۹۶۵ به سندیکای وکلا پیوست و عضو دائم دفتر اتحادیه وکلای عرب به مدت ۱۲ سال بود.
- او اولین وکیل اردنی در سندیکای وکلای بین‌المللی بود.[۳]